# 単位根検定
単位根検定（たんいこんけんてい、英: unit root test）とは、統計学において、自己回帰モデルを用いて時系列変数が定常かどうかを判別するための仮説検定である。大標本において妥当となる良く知られた検定として拡張ディッキー–フラー検定がある。有限標本における自己回帰モデルについての最適な単位根検定はデニス・サーガンとアロック・バルガヴァによって発展した。他の検定としてフィリップス–ペロン検定がある。これらの検定は単位根の存在を帰無仮説として用いている。